# Impressions íntimes
Impressions íntimes és un recull de peces per a piano, escrites per Frederic Mompou durant els primers anys de la seva estada a París. La primera de les nou peces que conformen el quadern és datada a La Garriga el setembre de 1911.

## Estil i influències
El recull Impressions íntimes, que conté, juntament amb les primeres peces que l'autor va conservar, poc més d'un quart d'hora de música, no és, de fet, cap precedent en la música catalana anterior i representa un exercici d'estil amb què el jove Mompou troba els elements bàsics del vocabulari propi, els quals més tard, seran desenvolupats amb nous pensaments i mitjans tècnics més poderosos. Nicolas Meeùs els ha inventariat d'aquesta manera: “procediments de modulació, acords típics, esquemes melòdics, que han de ser discernits en les modulacions que introdueixen tonalitats molt allunyades, en acords aparentment complexos, i en un melodisme relativament simple, amb relació a obres ulteriors.”
No tots els compositors han tingut, com Mompou, el privilegi d'expressar-se des de les primeres obres amb els trets essencials d'allò que serà el seu llenguatge definitiu, en aquest cas, lògicament, amb reminiscències, que no són mai determinants, del repertori pianístic per on s'havia canalitzat, fins al moment, l'experiència musical de Mompou: Robert Schumanni Edvard Grieg, com a indicatius d'un punt de partida vagament romàntic; Isaac Albéniz i Enric Granados, com a testimoni d'un relleu històric i generacional; l'esperit del piano francès modern, a compte de les afinitats espirituals més íntimes.
Després d'una primera estada a París en la qual va estar envoltat de sonoritats noves com les de Ravel i Debussy, Mompou va tornar a Barcelona, més concretament a La Garriga, on escriuria els primers números que passarien a formar part d'Impressions íntimes: Plany 2 i 3 (preocupació i por), Secret, Ocell trist i La barca.

## Estructura
1. Plany I
2. Plany II
3. Plany III
4. Plany IV
5. Ocell trist
6. La barca
7. Bressol
8. Secret
9. Gitano

## Les peces

### Plany I
s'inicia amb una
melodia d'inoïda perfecció i originalitat, sense barres de compàs
però d'estructura tan simple i tancada en ella mateixa, que
constitueix la primera gran troballa de Mompou, amb una triple
exposició d'un únic tema, subtilment modificat en les represes per
obtenir una gradació expressiva; una melodia en què abunden
cadències i resolucions, que dicta la forma del fragment, el seu
caràcter volgudament estàtic i aquella vaga immobilitat harmònica
i temàtica que caracteritza tantes obres, breus i concentrades, del
compositor; les funcions harmòniques són relativament simples i
s'encadenen lògicament, malgrat l'abundància de notes estrangeres
simultànies, sovint resoltes però no pas preparades.

### Plany II, Plany III, Plany IV
La forma
simètrica de Plany II -fonamentat harmònicament en una successió
d'acords paral·lels de sèptima- i Plany III contrasta amb la
de Plany IV, un “agitat-murmurant” que no conté cap element
temàtic complet, sinó que presenta un joc harmònic de nombroses
modulacions, que introdueixen molt sovint, quasi sense transició,
regions harmòniques allunyades, de manera que l'anàlisi harmònica
amb paràmetres tradicionals resta desproveït de sentit i només és
possible determinar un sentit tonal, molt vague, per mitjà dels
pedals i les cadències. Aquí apareix, també de manera rellevant,
per primera vegada en l'obra de Mompou, el cromatisme.

### La Barca
consisteix en la repetició una mateixa frase musical que recorda un cant infantil, primer d'onze compassos i després de nou amb diferents tensions harmòniques i petites variacions en la direcció de la melodia, seguits d'una mínima coda amb cadència conclusiva.

### Ocell trist(l'evocació d'una cadernera que només va reeixir a entonar tres notes)
és un típic
exemple de l'economia temàtica tan pròpia de Mompou, que fa derivar
pràcticament tot el material melòdic d'una cèl·lula de tres notes
(mi do# re#), quasi invariablement sostinguda per un pedal de quinta buida.

### Bressol(que en edicions posteriors es convertí enBerceuse)
presenta un motiu d'acompanyament arpegiat,
amb una quinta buida de la tònica a la base. Amb un material melòdic
molt simple (de gran poder evocador) el fragment presenta un
particular interès pels nous procediments de modulació cap a
regions tonals molt allunyades, que introdueix.

### Secret
és un exercici de minimalisme i contenció, portador d'una melancolia i intimitat que es fonamenten en l'essència del gest repetitiu de dues notes (semicorxera i corxera amb punt) separades per un interval de segona major.

### Gitano
el darrer número del recull,
és un veritable retrat musical, que sembla enllaçar amb la tradició
de les peces pianístiques d'Enric Granados, en aquest cas (malgrat que el
títol ho pogués suggerir) sense cap concessió “andalusista”,
d'altra banda aliena, al fet anecdòtic que va inspirar la peça. En
relació als altres fragments de la col·lecció, el seu tema mostra
una disposició singular: acompanyat pel fons sincopat de la mà
esquerra, amplia i desenvolupa el motiu inicial, des del punt de
vista melòdic i expressiu, malgrat la seva concisió i brevetat. A
això correspon un desplegament formal força elaborat, en un esquema
que aparenta una mena de rondó, extraordinàriament concentrat, amb
episodis d'extensió molt variable.